# داستان‌های دکتر دولیتل
«داستان‌های دکتر دولیتل» (انگلیسی: The Story of Doctor Dolittle) یک کتاب از هیو لافتینگ است.